# Сегаль, Амит
Амит (Ицхак) Сегаль (род. 10 апреля 1982 года) — израильский журналист, радиоведущий и телеведущий. Политический комментатор Хеврат ха-хадашот (новостной компании 12-го канала) и политический обозреватель газеты «Едиот ахронот».
Сегаль считается одним из самых влиятельных журналистов в Израиле. В настоящее время он ведёт израильскую программу «Meet the Press» вместе с Беном Каспитом.

## Биография
Амит Сегаль родился в Хайфе и вырос в израильском поселении Офра. Амит — один из пяти сыновей Хагая Сегаля, израильского журналиста, осуждённого за участие в террористической организации «Еврейское подполье».
Амит окончил юридический факультет Еврейского университета в Иерусалиме и имеет степень магистра в области государственной политики Университетского колледжа Лондона (UCL). Он является докторантом по политическим наукам в Еврейском университете в Иерусалиме.

## Карьера
Амит Сегаль начал свою журналистскую карьеру в возрасте 17 лет как репортер по вопросам образования в местной газете Коль ха-ир. В 2000 году он был принят на службу в Армию обороны Израиля на Галей ЦАХАЛ. В начале своей карьеры на радио он служил корреспондентом, а затем репортером в Кнессете.
В 2006 году он перешел на аналогичную должность на 2-м канале и вёл программу «Двое или один» на канале кнессета, сначала вместе с Надавом Перри, а позже с Бараком Равидом и другими ведущими, до 2016 года.
В 2009—2010 годах он работал иностранным корреспондентом Хеврат ха-хадашот в Лондоне, после чего вернулся на должность корреспондента Кнессета.
В мае 2013 года он был назначен политическим комментатором Хеврат ха-хадашот вместо Рины Мацлиах.
В 2011—2018 годах Сегаль вел еженедельную колонку о политике в газете «Макор Ришон». С 2018 года он был обозревателем в разделе «Мосаф шаббат» газеты «Едиот ахронот».
В 2015—2019 годах он вел программу «Декельсегаль» вместе с журналистом Яроном Декелем. Программа изначально транслировалась на Галей Цахаль, а с февраля 2019 года на «Кан решет бет». В декабре, с началом израильского политического кризиса 2018—2022 годов, Сегаль покинул программу.
С 16 ноября 2017 года Сегаль работает в качестве замещающего ведущего в программе «Шеш им» (Шесть часов с). Ранее он также вел, в качестве замещающего ведущего, программы First Edition и Good Night Israel. Сегаль активен в социальных сетях, особенно в Твиттере. В 2020 году он сообщил, что заблокировал около 4200 комментаторов в Твиттере, в частности «тех, кто выбирает ругательства, троллинг или упоминание родителей». У Сегаля есть канал в Telegram, насчитывавший в 2020 году более 100 000 подписчиков; на середину 2024 года, он насчитывает свыше 250 тысяч подписчиков.

## Разоблачения и расследования

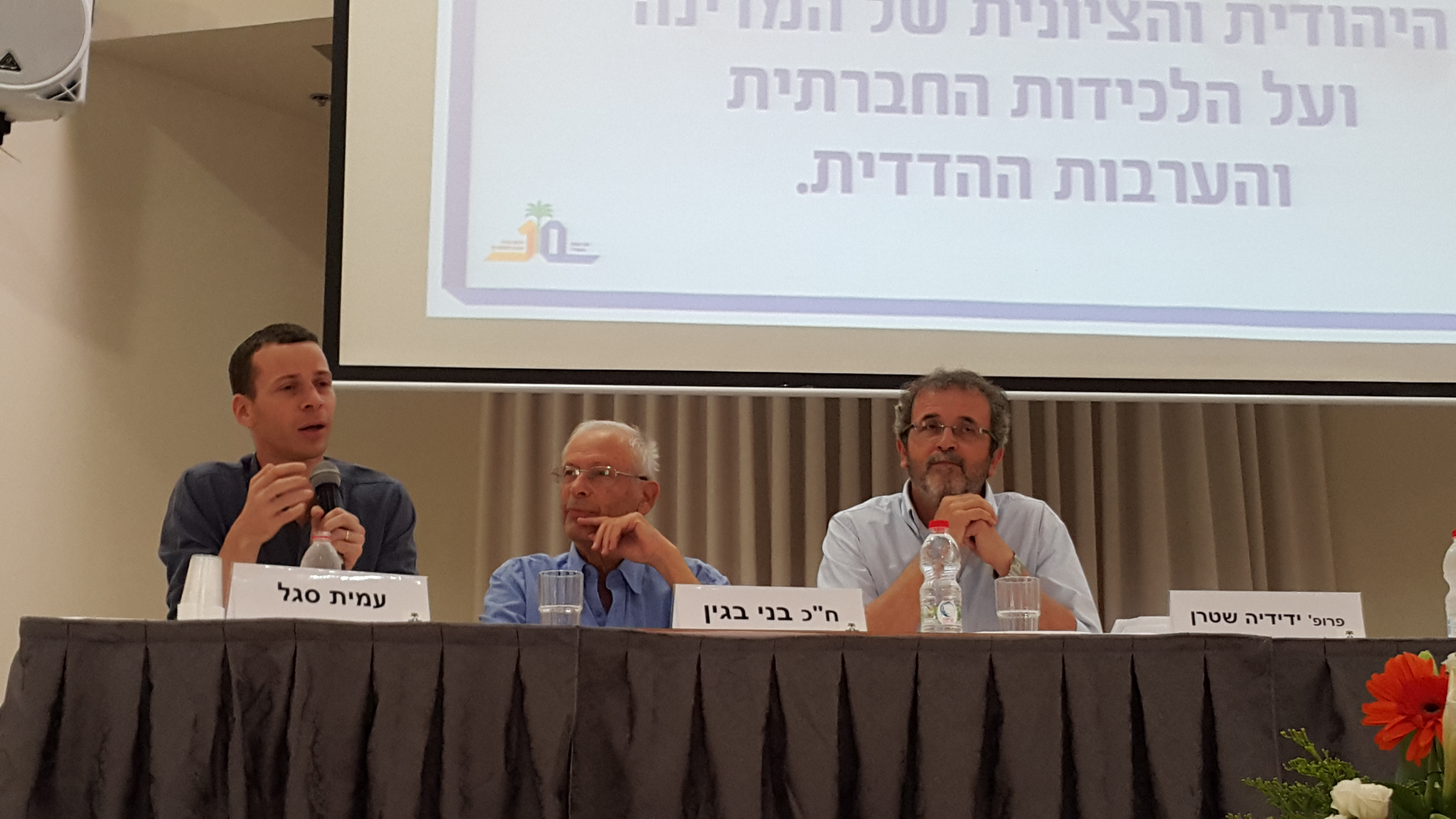
Сегаль (слева) на конференции; рядом Бени Бегин (в центре) и Йедидия Штерн (справа)

Среди его журналистских разоблачений: дело Агрекско; дело Иехиэля Хазана («Мозговое дело»); публикация записей с сетей связи ЦАХАЛа, на которых слышен солдат Эхуд Гольдвассер за несколько минут до его похищения; жалобы на кандидата от партии «Авода» Ури Саги.
В 2008 году, после запроса, поданного им вместе с Движением за свободу информации против Кнессета, Окружной суд Иерусалима обязал Кнессет опубликовать фильмы с камер видеонаблюдения, на которых видно, как депутат Кнессета от партии «Ликуд» Йехиель Хазан и министр Софа Ландвер совершили уголовные преступления.
В 2012 году он опубликовал расследование о образе жизни министра туризма Стаса Мисежникова, в котором охранники свидетельствовали, что министр часто напивался по ночам, отсутствовал на правительственных заседаниях, включая утверждение «сделки Шалита», и подвергал себя опасности. Расследование упоминалось в СМИ как основная причина, по которой Мисежников не был включен в список партии Наш дом Израиль при последующих выборах в Кнессет.
В декабре 2014 года, во время предвыборной кампании, Сегаль раскрыл записи 2008 года, на которых лидер ШАС раввин Овадья Йосеф резко критиковал председателя партии Арье Дери. После обнародования записей Дери ушел в отставку из Кнессета и с поста председателя партии, но затем вернулся к должности председателя через две недели.
В ноябре 2017 года он опубликовал расследование, касавшееся тогдашнего посла Израиля в ООН, Дани Данона, содержавшее улики, вызывающие подозрения в назначении десятков активистов Ликуд на должности в Сионистском совете в обмен на политическую поддержку Данона на праймериз Ликуда.
В марте 2019 года Сегаль сообщил, что Иран взломал телефон председателя партии Кахоль-Лаван Бени Ганца и извлёк его содержимое, а также что ШАБАК проинформировал Ганца об этом на секретной встрече во время предвыборной кампании.
30 мая 2019 года, накануне роспуска 21-го Кнессета, Сегаль раскрыл, что лидер партии «Авода» Ави Габай и Таль Руссо намеревались присоединиться к правительству под руководством Биньямина Нетаньяху. Разоблачение Сегаля предотвратило продвижение этого шага.
В декабре 2019 года был показан его сериал «Дни Биньямина», посвященный Нетаньяху.
За 4 дня до выборов в 23-й Кнессет Сегаль вместе с Дафной Лиель опубликовали секретную запись старшего советника Бени Ганца Исраэля Бахера, в которой Бахер сказал, что у Ганца нет смелости атаковать Иран, и что политик представляет собой угрозу для Израиля.

## Книги
В июле 2021 года Сегаль начал предварительные продажи своей первой книги «История израильской политики», изданной им самостоятельно. Около десяти тысяч книг было продано за первые сорок восемь часов. Иллюстратором его книги стал главный карикатурист газеты «Гаарец» Амос Бидерман. 
В 2024 году вышел перевод книги на русский язык, изданный под названием «Тонкости израильской политики».

## Признание
В 2007 году газета «Едиот Ахронот» включила его в десятку лучших тележурналистов Израиля.
В 2008 году журнал Time Out включил его в список 30 самых успешных людей Израиля в возрасте до 30 лет.
В 2009 году газета «Макор Ришон» назвала его самым известным религиозным журналистом Израиля.
В 2012 году газета «Маарив» назвала его лучшим парламентским репортером.
В 2012 году он был награжден премией «Омец» за обнаружение нарушений в деятельности нескольких депутатов Кнессета.
В 2015 году он выиграл премию DIGIT в области цифровой журналистики в Израиле.
В 2016 году компания Vigo назвала его ведущим журналистом в Твиттере.
В 2019–2020 годах он был признан газетой Globes самым влиятельным журналистом Израиля.

## Личная жизнь
Сегаль женат на Реут и является отцом двух сыновей и дочери. Он живет в районе Катамон в Иерусалиме. Его отец — Хагай Сегаль, один из братьев — журналист Арнон Сегаль.